# Pseudoips japonica
Pseudoips japonica är en fjärilsart som beskrevs av W. Warren 1913. Pseudoips japonica ingår i släktet Pseudoips och familjen trågspinnare. Inga underarter finns listade.